# برو

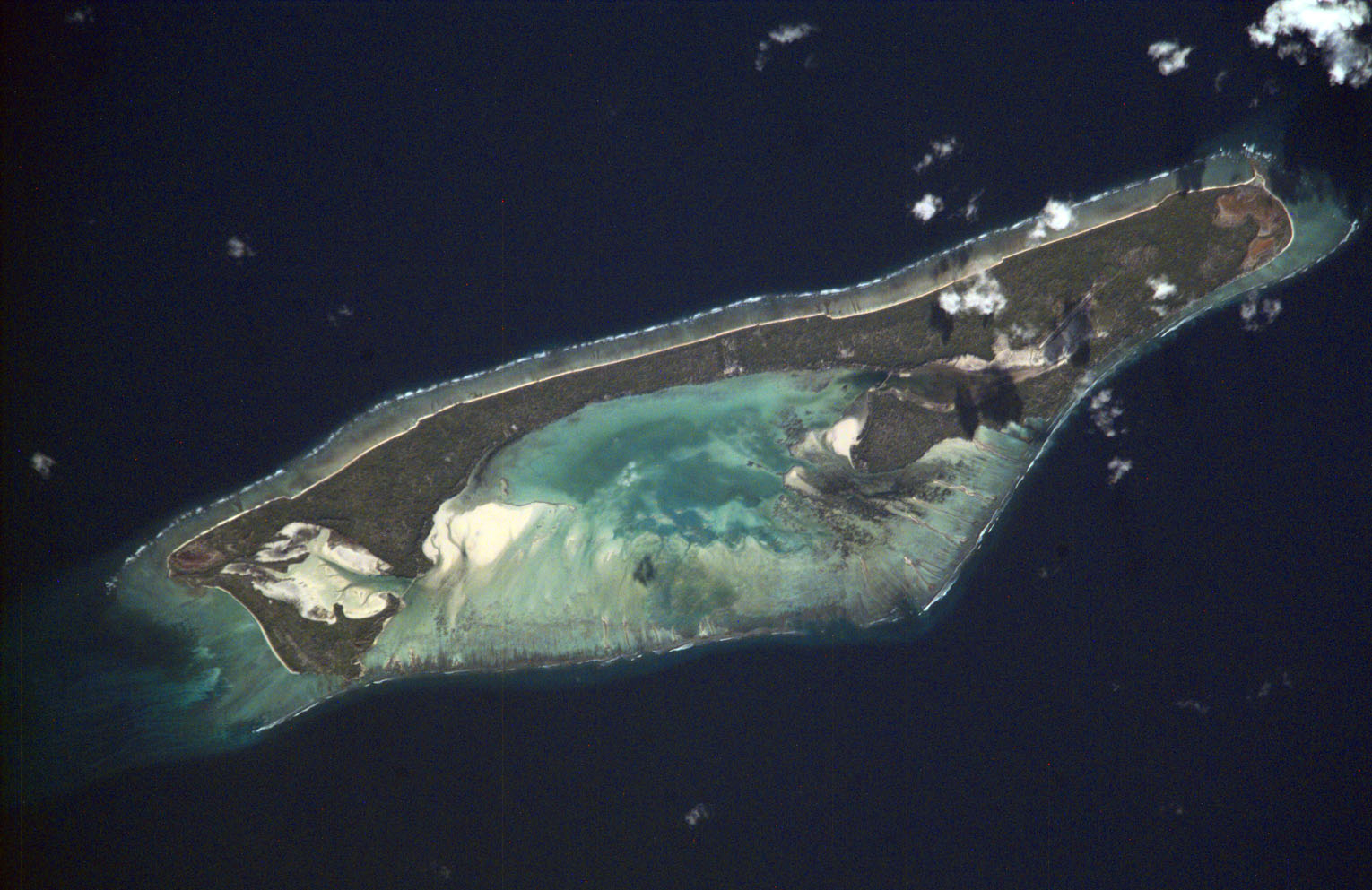
Beru Atoll

برو (انگلیسی: Beru Island) یک جزیره در کیریباتی است که در اقیانوس آرام واقع شده‌است.